# Eden (película de 2024)
Eden, anteriormente titulada Origin of Species, es una película estadounidense de thriller de supervivencia de 2024 dirigida por Ron Howard. Está protagonizada por Ana de Armas, Vanessa Kirby, Sydney Sweeney, Jude Law y Daniel Brühl interpretando a un grupo de personas que abandona la sociedad y la civilización para viajar a las Islas Galápagos y encontrar el sentido de la vida.

## Argumento
En 1929, el doctor Friedrich Ritter y su esposa Dora Strauch huyen de su Alemania natal, repudiando los valores burgueses que, según ellos, corroen la verdadera naturaleza de la humanidad. En la Isla Floreana, Friedrich puede centrarse en escribir su manifiesto, mientras que Dora decide curar su esclerosis múltiple mediante la meditación. Sin embargo, la soledad que consiguen con tanto esfuerzo dura poco.
A ellos se suman Margret y Heinz Wittmer, que demuestran ser colonos serios y capaces. A continuación llega Eloise Bosquet de Wagner Wehrhorn, una autodenominada baronesa y la «encarnación de la perfección», a la que acompañan dos amantes devotos, una sirvienta ecuatoriana, un armario lleno de vestidos de noche y planes para construir un hotel de lujo. Entre las inclemencias del tiempo, la fauna salvaje rebelde y la falta total de comodidades, los tres grupos encuentran ardua la vida en Floreana. Pero nada pondrá a prueba su temple más que el desafío de coexistir con vecinos desesperados capaces de robar, engañar y cosas peores.

## Reparto
- Ana de Armas como Eloise Bosquet de Wagner Wehrhorn
- Jude Law como el Dr. Friedrich Ritter
- Vanessa Kirby como Dora Strauch Ritter
- Daniel Brühl como Harry Wittmer
- Sydney Sweeney como Margaret Wittmer
- Toby Wallace como Robert Phillipson
- Richard Roxburgh como Allan Hancock

## Producción
Ron Howard llevaba quince años con la intención de contar la historia, desde que visitó por primera vez las islas Galápagos, donde tuvieron lugar los hechos reales en los que se basa el argumento de la cinta. Justo antes de 2020 y la crisis del COVID-19, Howard se asoció con Noah Pink para desarrollar el guion.
En octubre de 2022 se hizo el anuncio de que la película estaba en desarrollo, con Ron Howard como director, en ese momento titulada Origin of Species, y había comenzado el proceso de casting y la búsqueda de locaciones. En mayo de 2023, Ana de Armas, Jude Law, Alicia Vikander y Daniel Brühl fueron elegidos para distintos papeles, con Daisy Edgar-Jones en negociaciones. En noviembre de ese año, la película pasó a llamarse Eden, con Vanessa Kirby y Sydney Sweeney uniéndose al elenco para reemplazar a Vikander y Edgar-Jones, respectivamente, y con el fichaje de Hans Zimmer para componer la banda sonora. En diciembre de 2023, se anunció que Richard Roxburgh, Felix Kammerer, Toby Wallace, Paul Gleeson e Ignacio Gasparini se habían unido al elenco.
La película comenzó su rodaje en noviembre de 2023, con la producción teniendo lugar en Queensland, Australia, y terminando en febrero de 2024, tras más de tres meses de filmación en Gold Coast.

## Lanzamiento
La película se estrenó en el Festival Internacional de Cine de Toronto el 7 de septiembre de 2024.